# Lawina w Rigopiano
Lawina w Rigopiano – katastrofalna lawina, która zeszła 18 stycznia 2017 roku we górskiej miejscowości Rigopiano (region Abruzja, we Włoszech), przysypując znajdujący się w niej czterogwiazdkowy Hotel Rigopiano. W wyniku kataklizmu, śmierć poniosło 29 osób, a 11 odniosło obrażenia. 

## Trzęsienia ziemi
Lawina została wywołana przez trzęsienia ziemi, które nawiedziły Abruzję, Lacjum, Marche i Umbrię kilka godzin wcześniej. Pierwsze trzęsienie ziemi o sile 5,3 stopni skali Richtera wystąpiło 25 km na północny zachód od L’Aquili o godzinie 10:25. Silniejsze trzęsienie ziemi o sile 5,7 stopni skali Richtera wystąpiło na tym samym obszarze o 11:14. Trzecie trzęsienie ziemi o sile 5,6 miało miejsce 11 minut później. O 14:33 czasu lokalnego doszło do czwartego wstrząsu o sile 5,2 stopni. Wstrząsy nie wywołały poważniejszych szkód, ale przyczyniły się do obsunięcia się potężnej warstwy śniegu w regionie Rigopiano.

## Lawina
Górski Hotel Rigopiano położony był na wysokości 1230 m n.p.m. i znajdował się 18 km na wschód od szczytu Corno Grande, ponad miejscowością Farindola. Od kilku dni w okolicy panowały potężne opady śniegu, które praktycznie odcięły hotel od świata. Spadły ponad 2 metry śniegu, które zablokowały okoliczne drogi. Już rankiem, 18 stycznia kierownik hotelu prosił mailowo o pomoc. Informował, że kończy się paliwo do agregatów prądotwórczych, a telefony przestały działać. Zamówiono pług, który miał utorować drogę do Rigopiano, jednak władze regionu przekierowały go do odśnieżania okolicznej autostrady. Drugi pług również został skierowany do innych prac. Gdy nadeszły wstrząsy, spanikowani goście hotelu spakowali się i byli gotowi do jego opuszczenia, w czym przeszkodziły zasypane drogi.